# Kaple svatého Michaela archanděla (Bezděz)
Kaple sv. archanděla Michaela (ochránce rytířů) patří mezi naše nejhodnotnější památky architektury 13. století vůbec. Jako jedna z prvních staveb hradu byla postavena na jeho východní straně ve stylu raně gotickém. Kaple byla původně zasvěcena Archandělovi Michaelovi, roku 1624 byla však přesvěcena Panně Marii a poté znovu sv. Archandělu Michaelovi. V roce 1666 sem byla benediktiny uložena jedna ze tří kopií Černé Madony Montserratské, která údajně měla schopnost uzdravovat. Právě díky těmto zázračným vlastnostem mířily na Bezděz zástupy poutníků, a kaple tedy neměla nouzi o pravidelné návštěvníky bohoslužeb. Hrad i jeho kaple jsou chráněny jako kulturní památka České republiky.

## Historie hradu
Do dějin českého národa se Bezděz zapsal osudy svých obyvatel, které inspirovaly řadu českých umělců k vytvoření významných děl v oblasti literární, hudební a výtvarní. Mezi nevýznamnější obyvatele patří královna Kunhuta, která byla na Bezdězu vězněna od roku 1279 spolu se svým synem Václavem II.
Český král Přemysl Otakar II. v průběhu 60. let 13. století vzhledem k výhodné poloze osady Bezdězu, dal pokyn k vystavění mohutného kamenného hradu. Hrad sloužil jako obrana obchodní cesty, která vedla z Prahy do Žitavy a také proti stále větší rozpínavosti sousedících rodů Markvarticů a Ronovců. Stavbu prováděla královská stavební huť, která působila na všech významných stavbách Přemysla Otakara II. Stavba gotického hradu trvala pouze necelých 15 let a je považována za nejmodernější a nejdokonalejší hradní stavbu 13. století. Velkolepá kaple vypovídá o tom, že slohová orientace mistrů, kteří budovali Bezděz, byla nejspíše hesenská. Zajímavostí je, že kaple byla dostavěna až po skonu Přemysla Otakara II. v bitvě na Moravském poli. Roku 1283 byl Bezděz navrácen do vlastnictví krále. Hrad byl rovněž v zástavě pánů z Dubé, které vyplatil Karel IV. a stal se dočasným vlastníkem Bezdězu. Podle většiny pramenů v roce 1398 král Václav IV. zastavil hrad bratranci markraběti Prokopovi a na krátké období i bratrovi Zikmundovi. V roce 1624 se stal majitelem Albrecht z Valdštejna. Za jeho doby se stal hrad klášterem a v průběhu 17. století začala být kaple upravována pro potřeby kláštera. To vedlo k tomu, že se na území Bezdězu začali zabydlovat mniši. Poté byl hrad v držení různých šlechtických rodů.

## Architektura
Kaple je jednolodní prostora zaklenutá dvěma poli křížových kleneb a klenbou závěru. Před vstupem se nachází malá arkádová předsíň s lomeným portálem, nad kterým se objevuje vegetabilní motiv, kterým jsou zdobeny různé architektonické prvky v celé kapli. Světlo do kaple proniká přes dvě řady gotických lomených oken (zasklená jsou pouze okna na vnější straně kaple.) V západní části se nachází tribuna určena pro krále. Ve východní části pak oltář, sedile, které bývaly využívány i k poslechu bohoslužeb. Ve střední části pak najdeme sakristii.

## Popis interiéru
Do předsíně kaple, která je sklenutá na dva osmiboké pilíře, vstupují návštěvníci po třinácti schodech. Vchod je do krátké arkádové chodby. Z předsíně do svatyně se vchází po dvou schodech portálem, který je sedm metrů vysoký a jeho tympanon zdobí vegetabilní motiv – Strom života. Vpravo od vstupního portálu na západní straně lodi, stojí tribuna s netradičním vchodem z patra. Tribuna je podpírána dvěma hrotitými oblouky. V jižní zdi je umístěno točité schodiště, které vede na kůr a na ochoz vedoucí z kaple k velké věži podél paláce. Tribuna byla využívána panovníkem při bohoslužbách. Pro veřejnost je v této době zpřístupněna pouze dvakrát do roka. K uložení mešního nádobí a roucha sloužila sakristie, která se nachází ve střední části. Sakristii osvětlovalo z nádvoří pouze malé okénko. Nad portálem najdeme znak stromu s ještěrkou, která symbolizovala plodnost. V té době se věřilo, že pokud se žena pod portálem projde, do roka přijde do jiného stavu.
Dalším rysem bezdězské kaple jsou sedile. Tyto výklenky podél obou bočních stěn sloužily k odpočinutí při modlitbách. Na svorníku žeber klenby najdeme ještě dnes pozůstatky vylomeného otisku štítu. Neví se, zda to byl znak královský nebo některého z pánů české šlechty.
V místech nad sedíliemi se nachází ochoz. Z ochozu kaple, který byl součástí opevnění, byla možnost pozorovat hlavní bránu a skrz nezasklená okna se účastnit bohoslužby. Tento typ ochozu se v českých zemích vyskytoval zřídkakdy, avšak pro francouzské burgundské kaple je běžný. Ochoz, který odlehčuje silné zdivo, je široký tři metry a byl především zhotoven za účelem obrany, měl tedy i vojenský charakter. Sloužil k zajištění bezpečnosti pozdějšího vstupu z této východní strany a v případě potřeby se z ochozu mohla stavba chránit ze tří světových stran. Skalnatého srázu stavitel využil tak, že na něm vystavěl nevysokou zídku, z níž pak stráž mohla lépe vyhlížet nepřítele. Okna kaple mají kružbu ve tvaru volného pětilistu a sférického rovnoramenného kříže. Kaple byla osvícena přes dvě řady gotických lomených oken. Ostění oken je jemně profilované, okna byla původně zasklena a vyplněna vitrážemi, což dokládají drážky v jejich profilaci.
I nosný systém je velmi zajímavý. Na plochých talířových patičkách vystupují od země oblé přípory bez dělicích výžlabků a polygonálních soklíků. Mezi soklíky a patky byly vloženy malé klínky. „Přípory vrcholí štíhlými kalichovitými, nahoře trojdělenými hlavicemi s prstenci dole vykrojenými jemným výžlabkem a nizoučkou trojdílnou krycí deskou. Celek završuje trojice kalichovitých hlavic." Hlavice jsou zdobeny vegetativním motivem.
Pod kaplí je umístěna podzemní hrobka, v níž byly uloženy ostatky všech mnichů zemřelých v klášteře. Ostatky mnichů byly v roce 1910 vyzvednuty, přeneseny do obce Bezděz a pohřbeny na hřbitově u farního kostela.

## Vybavení kaple

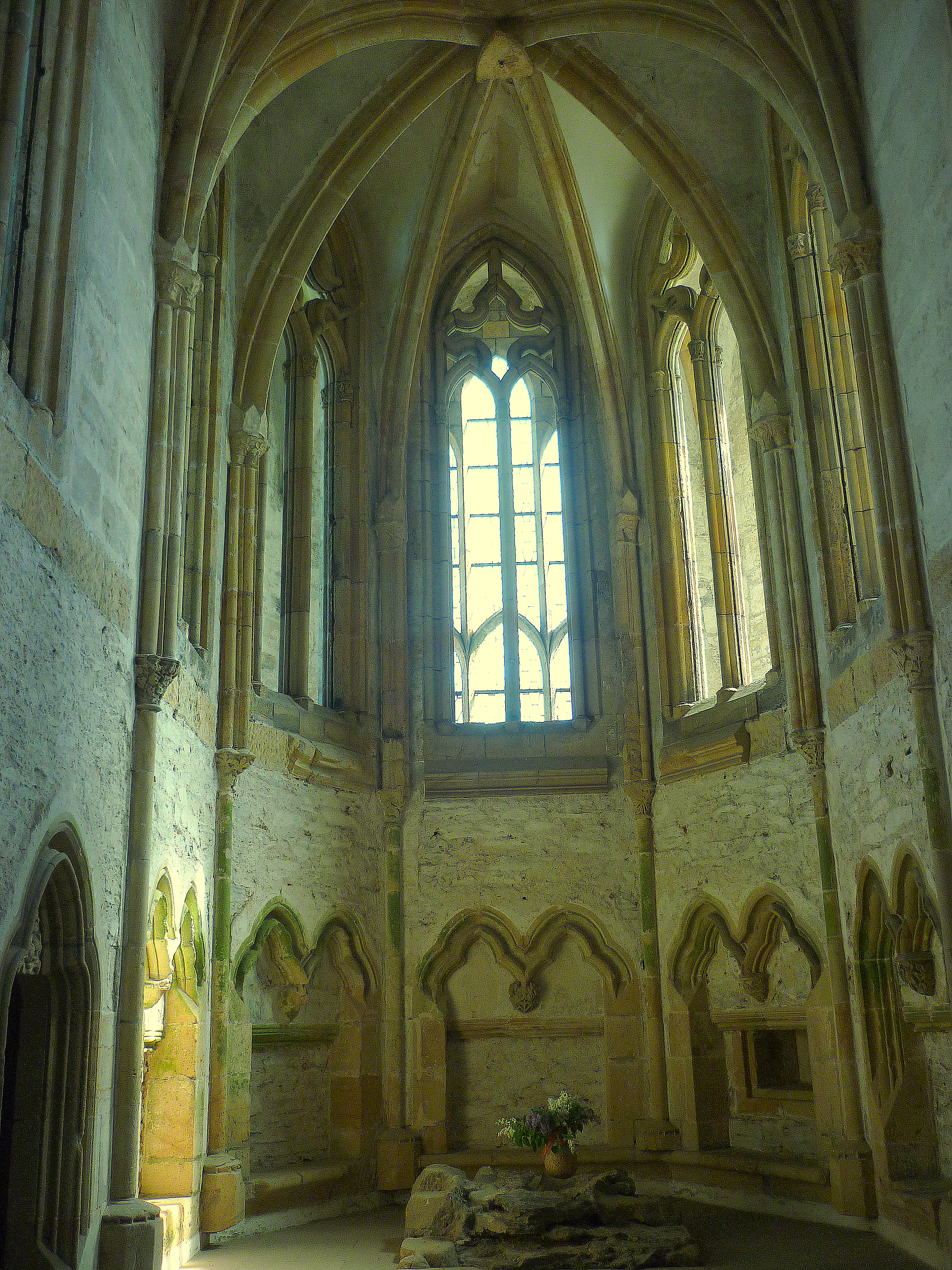
Interiér

### Oltáře
Naproti tribuně, uprostřed vyvýšené podlahy kněžiště stával oltář. V době, kdy byl vlastníkem Albrecht z Valdštejna, nechal v kapli vystavět oltář svatého Marka, kam chodili věřící každou sobotu na mši. 29. dubna 1704 byl oltář vyměněn za nový. Na jeho zhotovení přispěli tehdejší majitelé hradu. Po stranách se nacházely vedle hlavního oltáře ještě čtyři další. Ty byly zasvěceny sv. Benediktu (napravo), sv. Kříži (nalevo). Další byl zasvěcen Janu Nepomuckému a poslední z roku 1703 sv. Salvátoru, jenž obsahoval i sochu světce. „Ostatní oltáře byly vyzdobeny scénami ze života světců - představují Narození Panny Marie, Neposkvrněné početí, Navštívení Panny Marie, Očišťování Panny Marie, Letnice, Nanebevzetí Panny Marie a Zvěstování. Zbylé obrazy zpodobňovaly Z mrtvých vstání Krista, Kristus zjevuje Panně Marii, Bolestná Panna Marie, Kristovo narození, Nejsvětější Trojice, Svatý Benedikt a sv. Scholastika." Tyto obrazy byly vymalovány dobrodinci z blízkého okolí v letech 1720-1730.

### Varhany
V roce 1736 byly do kaple umístěny nevelké varhany. V kněžišti bývaly zbytky mramorové tumby hlavního oltáře, která kryla hrobku. Do ní byl v roce 1748 pochován převor bezdězského kláštera Veremund Proche a stala se místem pohřbu i některých jiných mnichů (jejich ostatky byly později přeneseny do vsi pod hradem a pohřbeny na hřbitově u kostela sv. Jiljí). V roce 1785 bylo z Bezdězu odvezeno vše včetně varhan. V témže roce byl klášter zrušen císařem Josefem II. a pravidelné bohoslužby zde ustaly.

### Zvony
Sanktusová věžička kdysi skrývala dva zvony. První z doby raně gotické a druhý až z roku 1701, kdy zvon hradu daroval Arnošt František z Valdštejna. Protože byla věž malá, oba dva velké zvony se do ní nevešly, a tak byla v roce 1732 vystavěna v blízkosti nová zvonice. V 80. letech téhož století bylo provedeno nové zastřešení kaple.

## Rekonstrukce
Ještě v polovině 19. století jsme mohli vidět po všech stěnách kaple zbytky maleb, které zde vznikly v roce 1724 a roku 1844 byly otlučeny a přebíleny vápnem spolu se všemi budovami Bezdězu. V letech 1912-1913 byla kaple nákladně opravena Arnoštem z Valdštejna. Byla vyměněna a doplněna celá řada pískovcového ostění, žeber a kružeb, poškozené články byly případně zrestaurovány. Projekt vypracoval vídeňský architekt Humbert Walcher z Moltheimu a práce na hradě vedl stavitel a architekt Rudolf Rösler z České Lípy. Omítnutí, vydláždění a zasklení oken proběhlo v 60. letech 20. století.

## Galerie

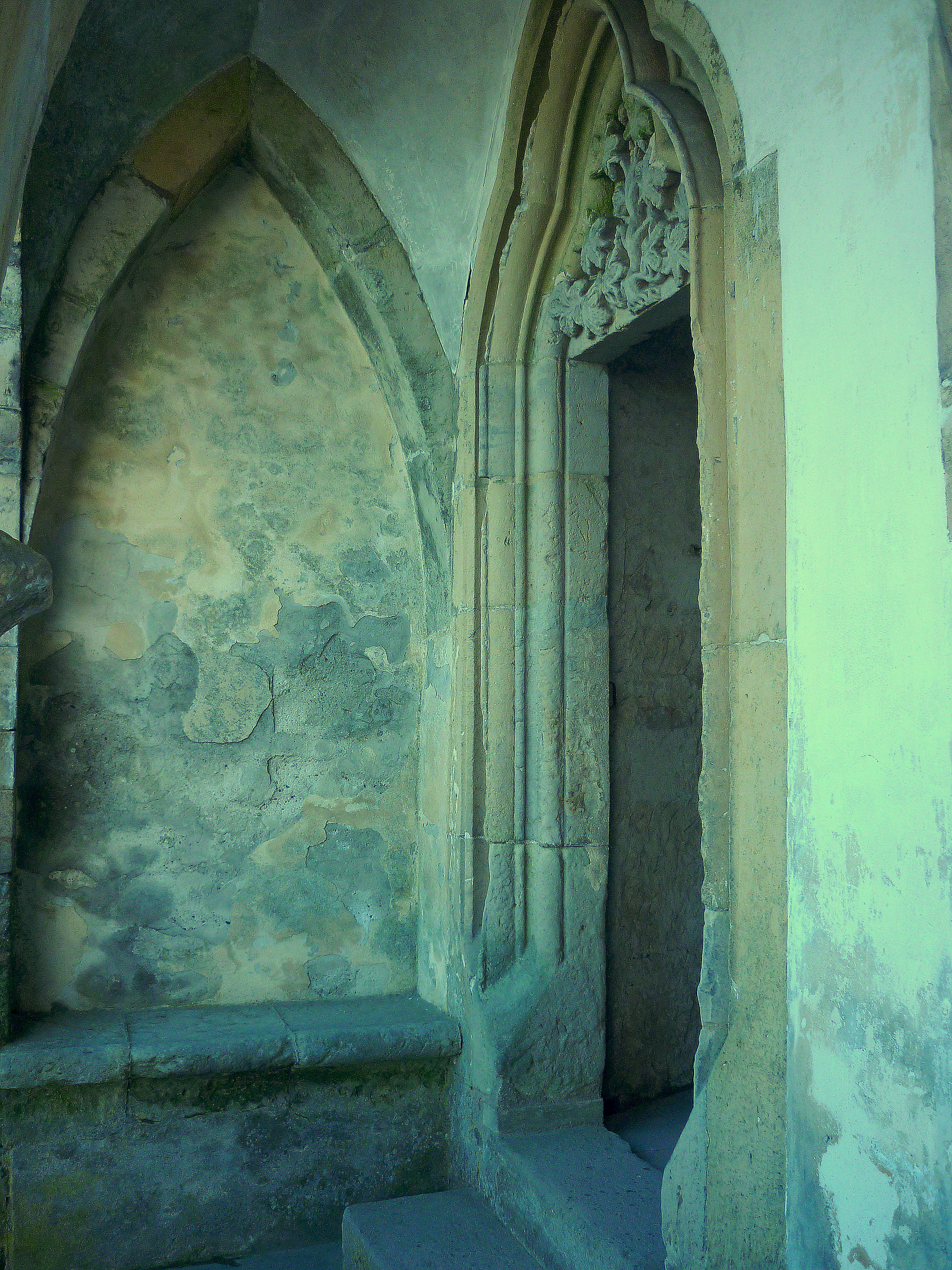
Portál do kaple
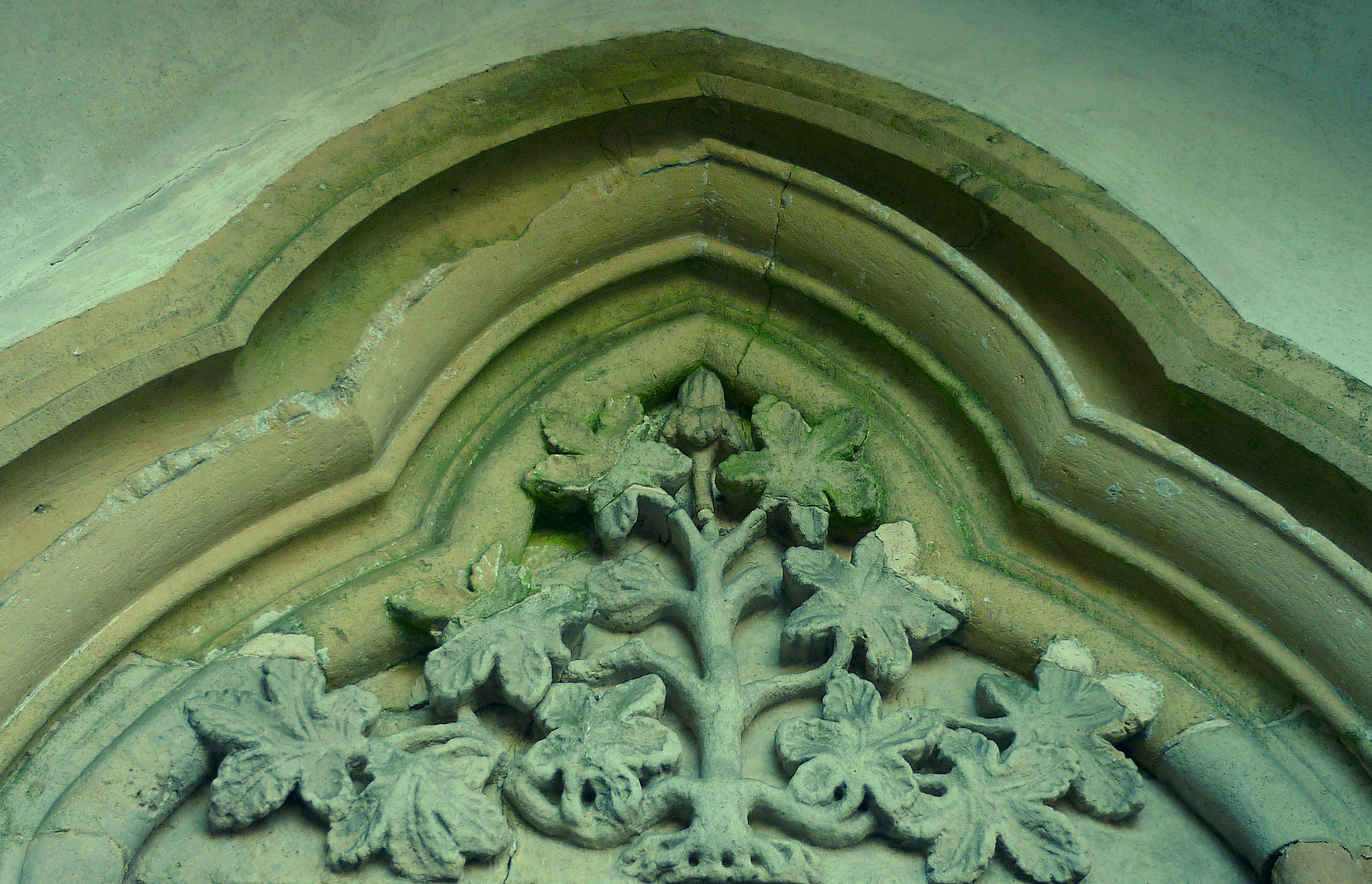
Tympanon nad hlavním portálem
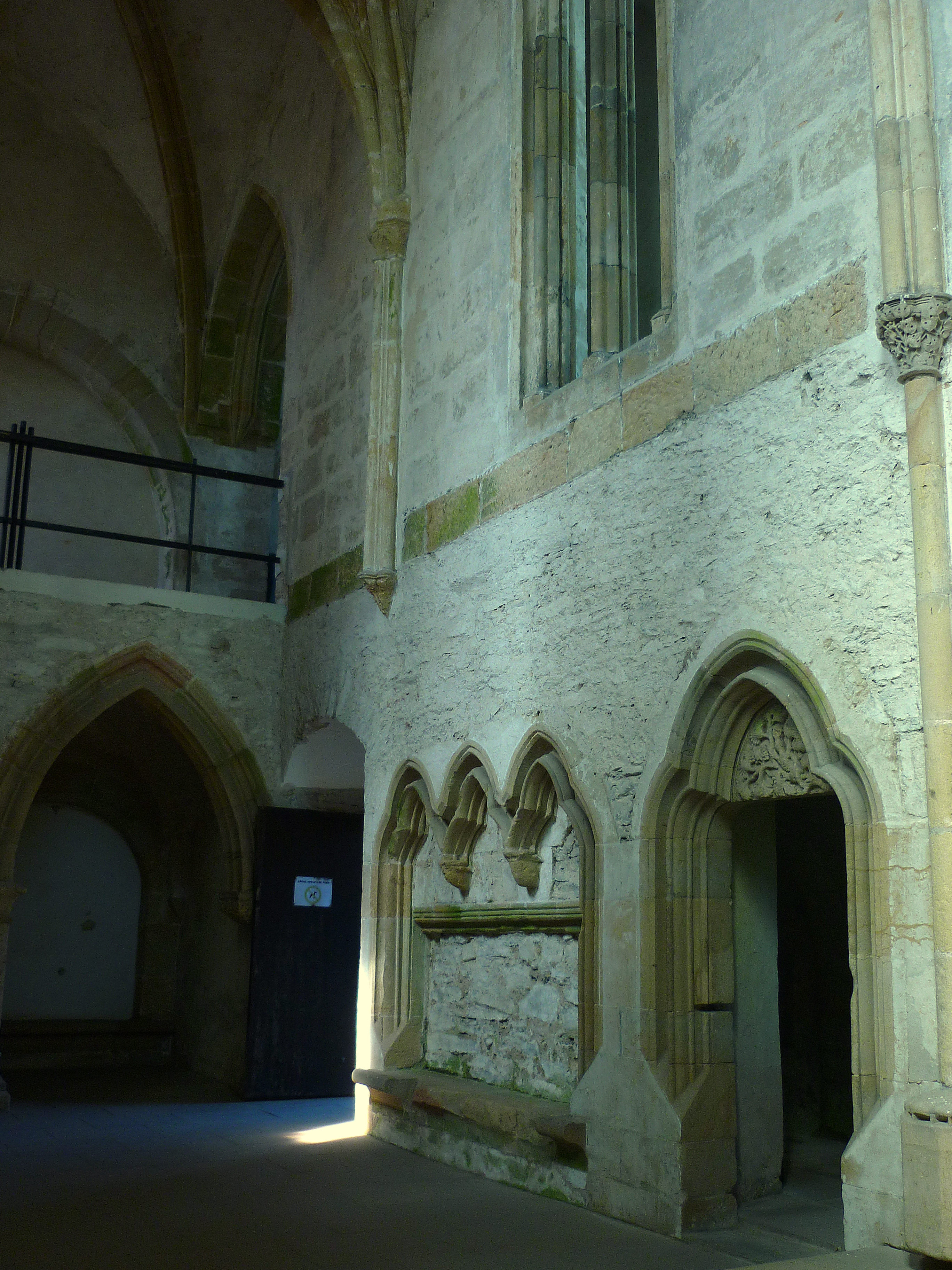
Portál do kaple, sakristie a tribuna
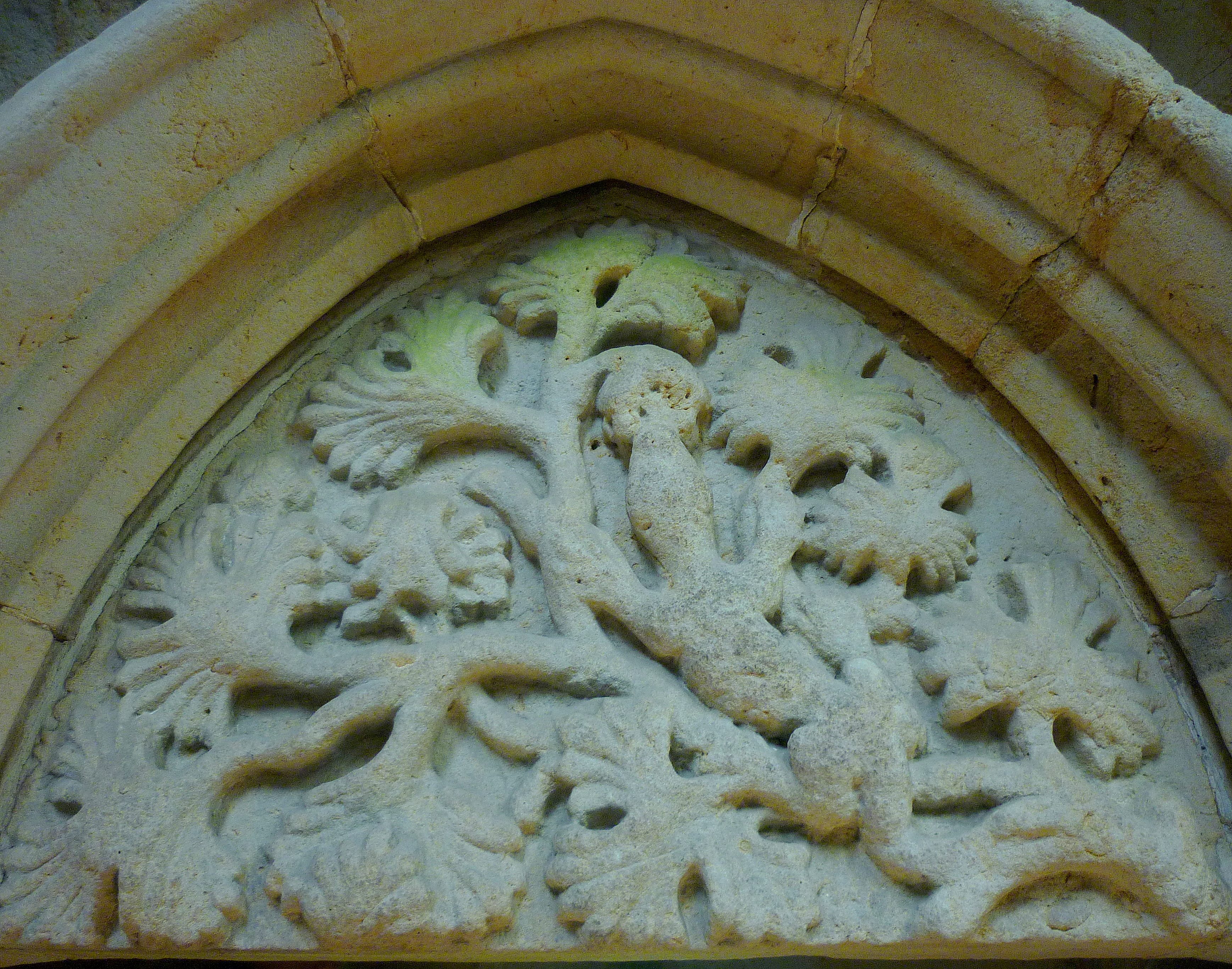
Tympanon nad portálem do sakristie
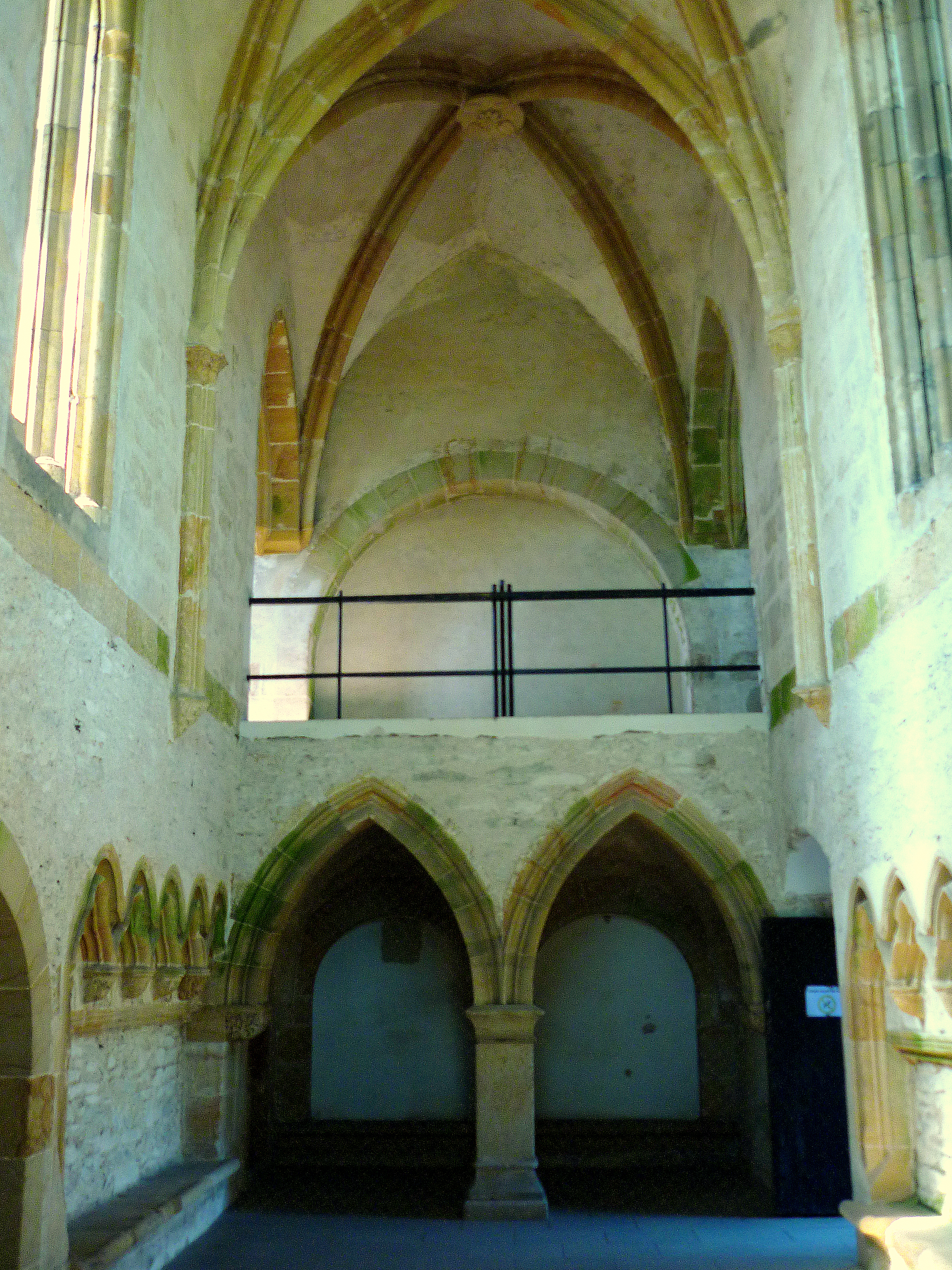
Tribuna
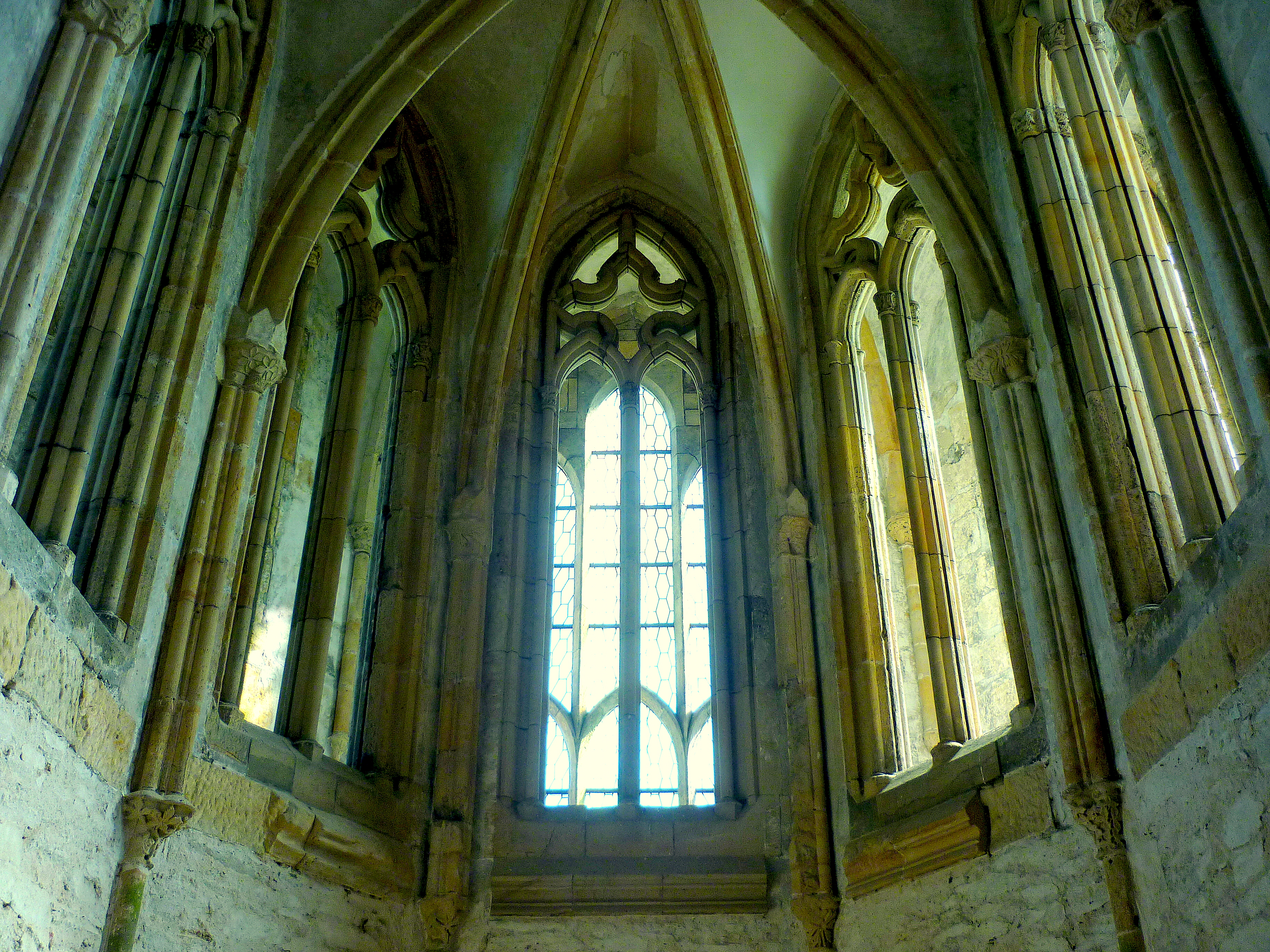
Ochoz a gotická okna
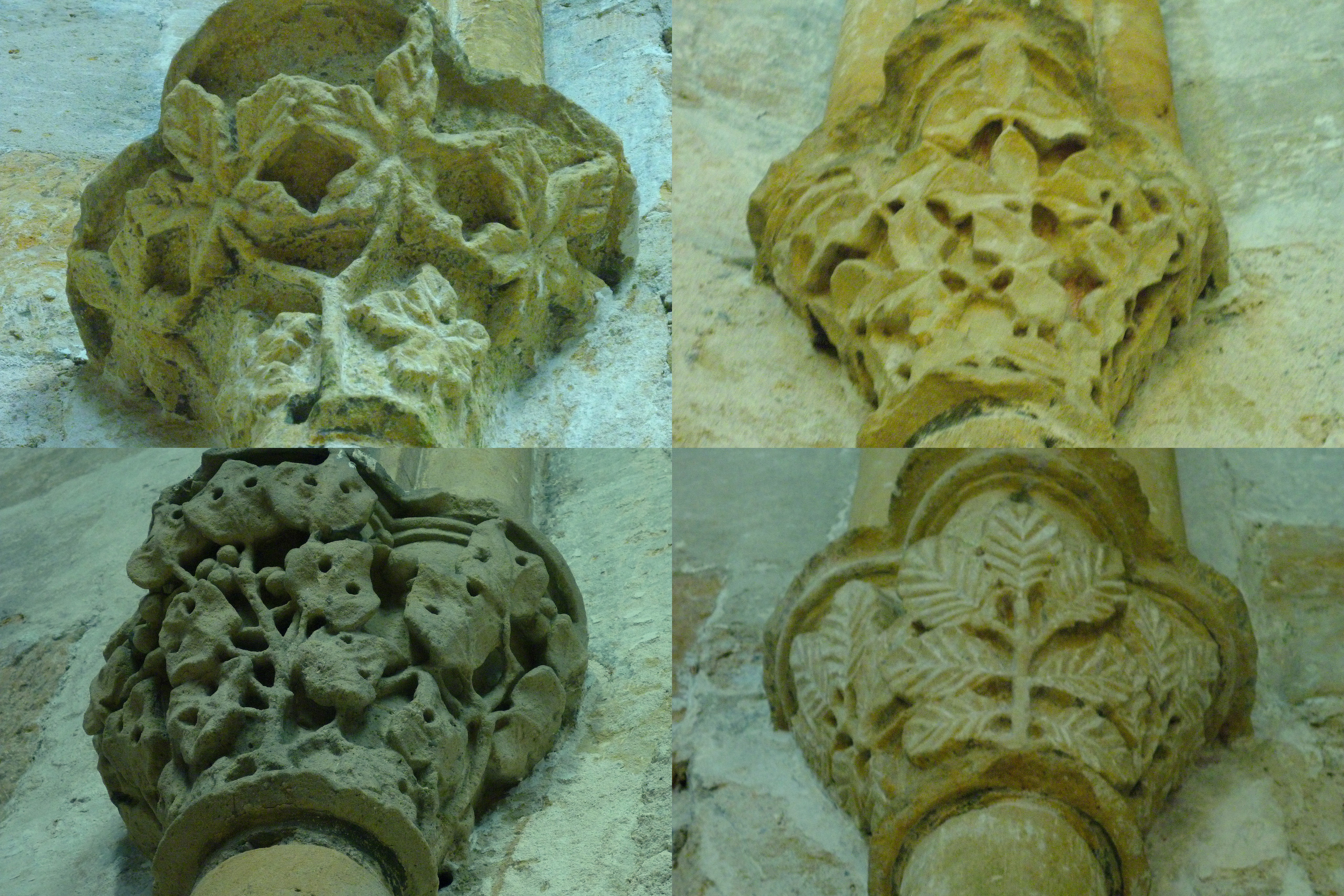
Vegetabilní motivy
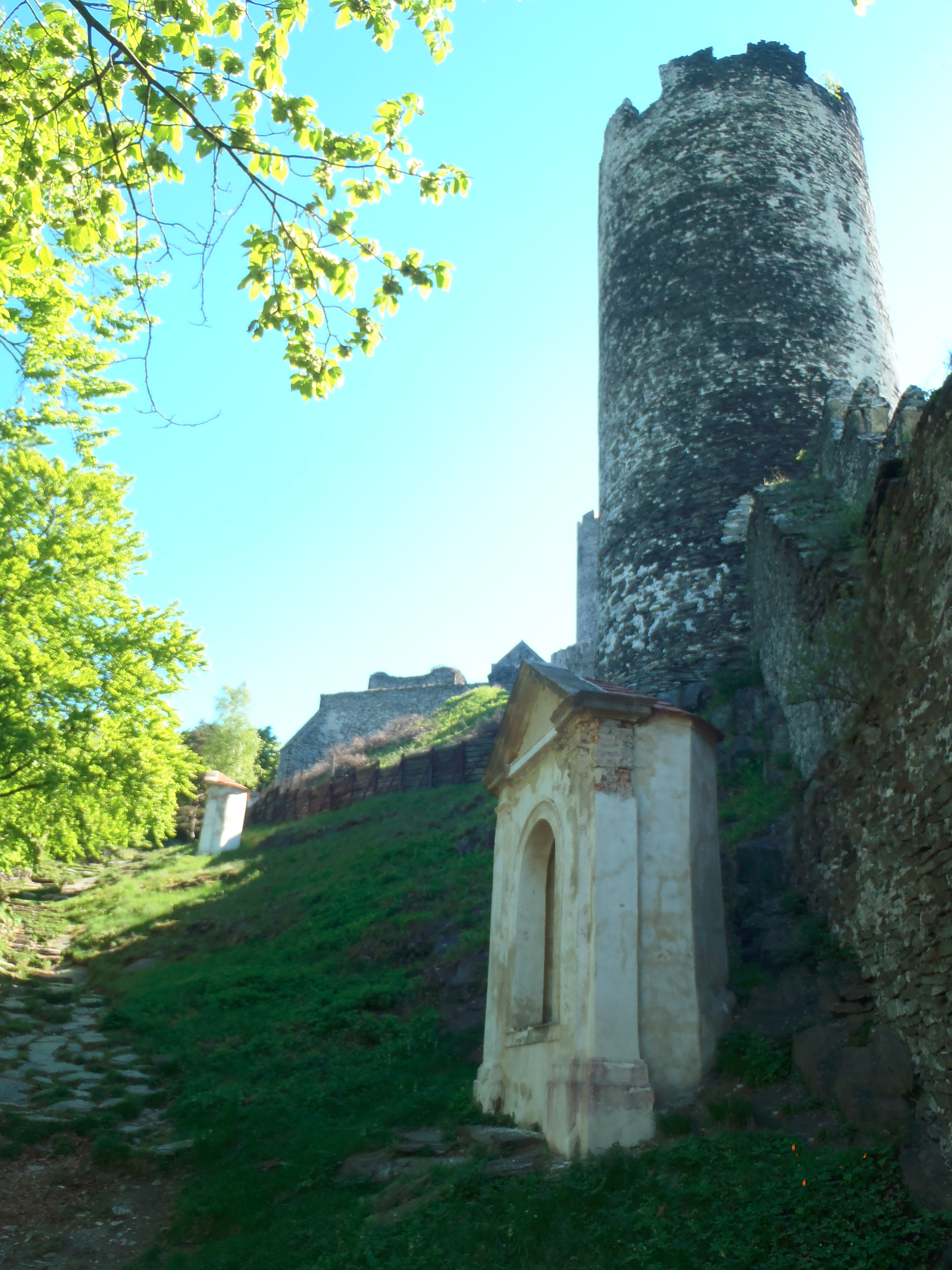
Jedna z patnácti kapliček na cestě k hradu